# ورنمو
شهر ورنمو (به سوئدی: Värnamo) در ناحیه شهری ورنمو در کشور سوئد واقع شده‌است. جمعیت این شهر ۱۸۸۹۶نفر بر پایه سرشماری ۲۰۱۰  است.